# بلون
بلون (بالألمانية: Plön) هي بلدة ألمانية تقع في ألمانيا في شليسفيغ هولشتاين.[بحاجة لمصدر] يقدر عدد سكانها 36.73 كم2 وترتفع عن سطح البحر 26 متر.

## أعلام
- كارل كريستيان برونز
- نيك سانت نيكولاس
- ستوفلت-كاثرين